# Olympische Winterspiele 2010/Teilnehmer (China)
| Gelbes Symbol für Goldmedaillen mit stilisierten Olympischen Ringen | Graues Symbol für Silbermedaillen mit stilisierten Olympischen Ringen | Braundes Symbol für Bronzemedaillen mit stilisierten Olympischen Ringen |
| ------------------------------------------------------------------- | --------------------------------------------------------------------- | ----------------------------------------------------------------------- |
| 5                                                                   | 2                                                                     | 4                                                                       |

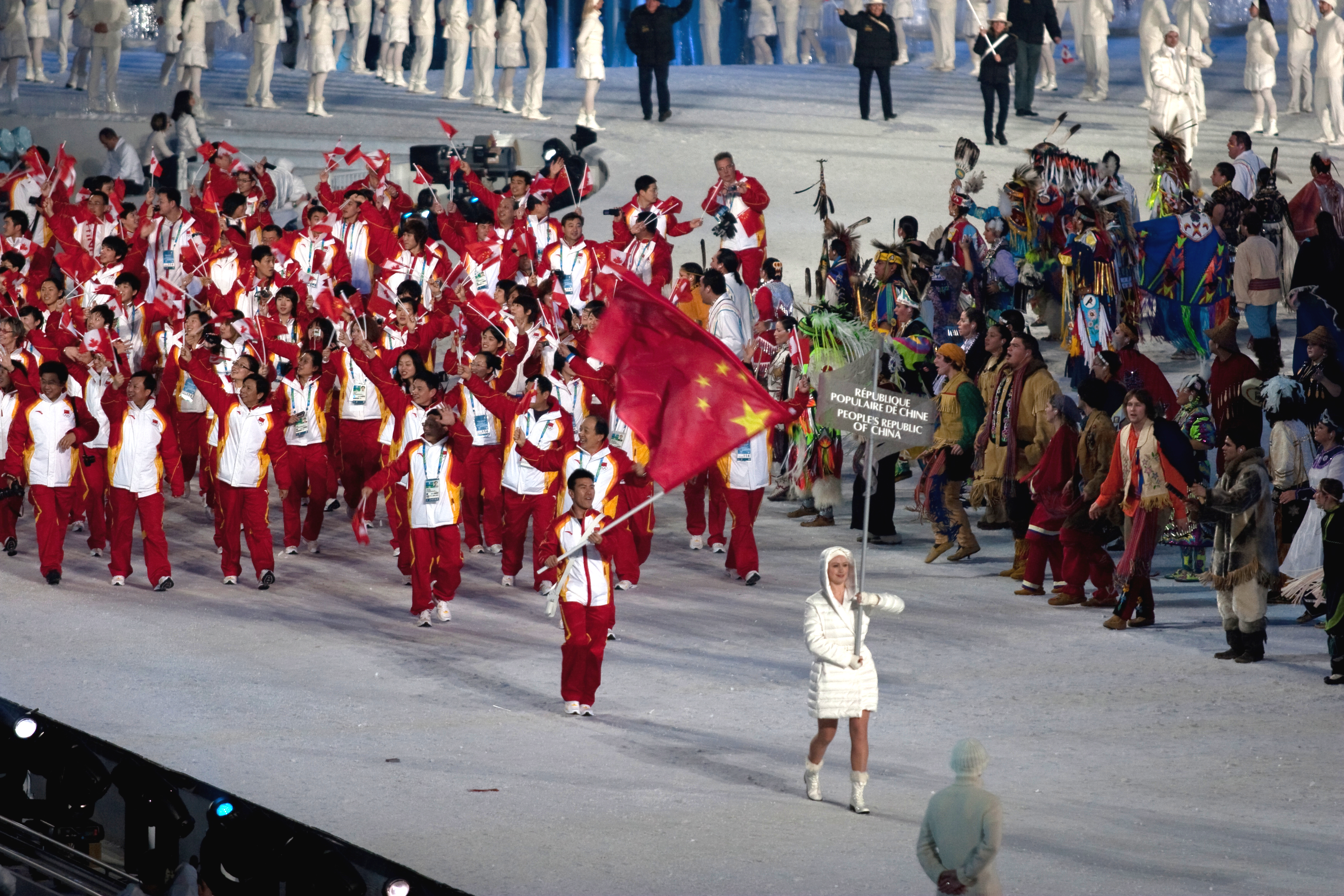
Einzug der chinesischen Mannschaft

Die China nahm an den Olympischen Winterspielen 2010 im kanadischen Vancouver mit 90 Sportlern in zehn Sportarten teil.

## Medaillengewinner

### Gold
| Name                                        | Sportart     | Wettkampf        |
| ------------------------------------------- | ------------ | ---------------- |
| Wang Meng                                   | Shorttrack   | 500 m            |
| Wang Meng                                   | Shorttrack   | 1000 m           |
| Zhou Yang                                   | Shorttrack   | 1500 m           |
| Shen Xue & Zhao Hongbo                      | Eiskunstlauf | Paarlauf         |
| Zhang Hui, Sun Linlin, Wang Meng, Zhou Yang | Shorttrack   | Staffel (3000 m) |

### Silber
| Name                  | Sportart         | Wettkampf |
| --------------------- | ---------------- | --------- |
| Li Nina               | Freestyle-Skiing | Springen  |
| Pang Qing & Tong Jian | Eiskunstlauf     | Paarlauf  |

### Bronze
| Name                                                  | Sportart         | Wettkampf     |
| ----------------------------------------------------- | ---------------- | ------------- |
| Wang Beixing                                          | Eisschnelllauf   | 500 m         |
| Guo Xinxin                                            | Freestyle-Skiing | Springen      |
| Liu Zhongqing                                         | Freestyle-Skiing | Springen      |
| Wang Bingyu Liu Jinli Yue Qingshuang Zhou Yan Liu Yin | Curling          | Frauenturnier |

## Teilnehmer nach Sportarten

### Biathlon
| Männer - Zhang Chengye 10 km Sprint: 32. Platz 12,5 km Verfolgung: 35. Platz 20 km Einzel: 19. Platz | Frauen - Kong Yingchao 7,5 km Sprint: 61. Platz 15 km Einzel: 58. Platz 4 × 6 km Staffel: 9. Platz - Liu Xianying 7,5 km Sprint: 51. Platz 10 km Verfolgung: 30. Platz 15 km Einzel: 20. Platz 4 × 6 km Staffel: 9. Platz - Liu Yuanyuan - Song Chaoqing 7,5 km Sprint: 32. Platz 10 km Verfolgung: 43. Platz 15 km Einzel: 53. Platz 4 × 6 km Staffel: 9. Platz - Wang Chunli 7,5 km Sprint: 50. Platz 10 km Verfolgung: 35. Platz 15 km Einzel: 33. Platz 4 × 6 km Staffel: 9. Platz |

### Curling

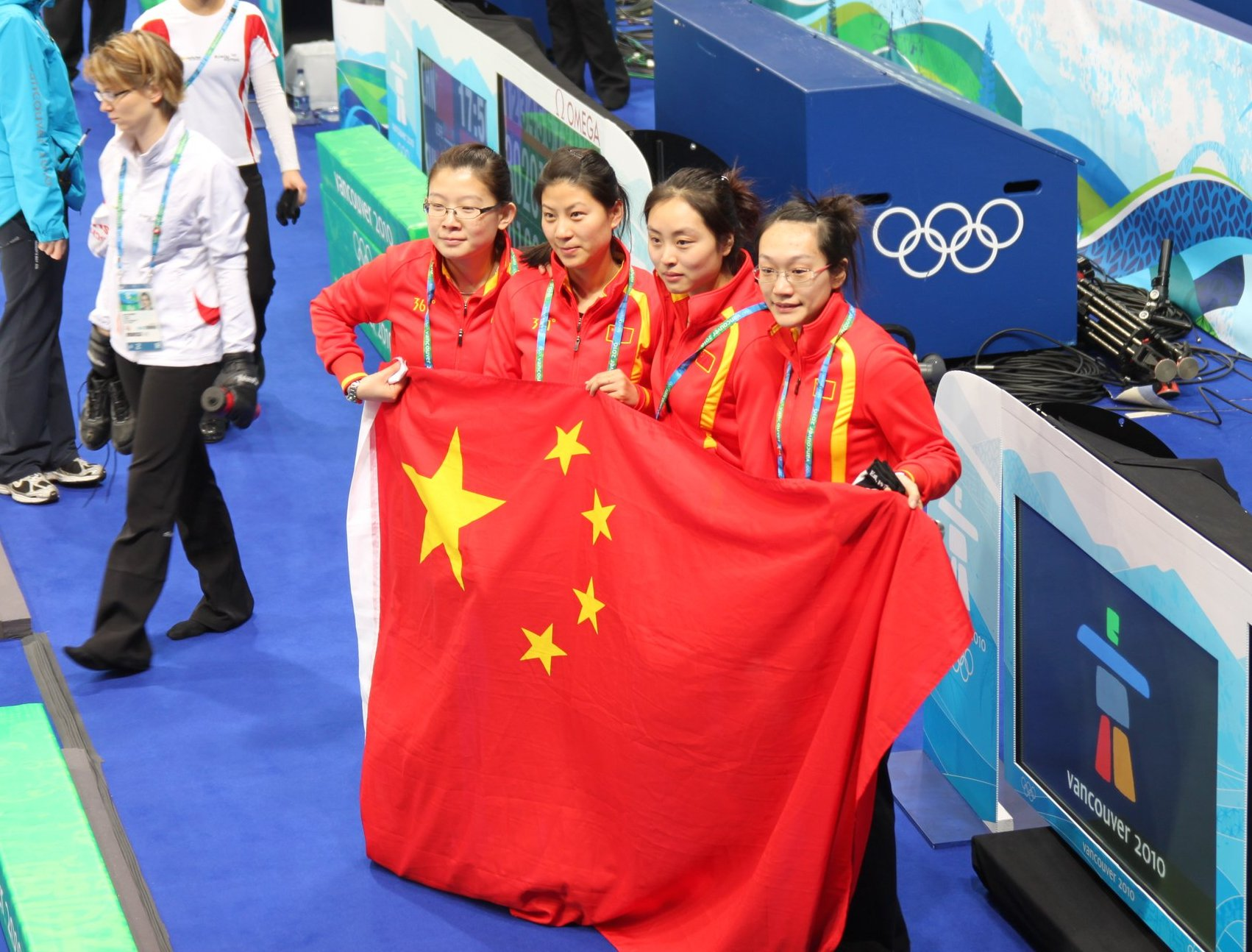
Das chinesische Damenteam (v.l. Wang Bingyu, Liu Yin, Yue Qingshuang und Zhou Yan) nach dem Gewinn der Bronzemedaille

| Männer - Wang Fengchun (Skip) - Liu Rui (Third) - Xu Xiaoming (Second) - Li Hongchen (Lead) - Zang Jialiang (Ersatz) | Frauen Bronze - Wang Bingyu (Skip) - Liu Yin (Third) - Yue Qingshuang (Second) - Zhou Yan (Lead) - Liu Jinli (Ersatz) |

### Eishockey
Frauen
| Torhüterinnen: - Han Danni (Qiqihar) - Jia Dandan (Harbin) - Shi Yao (Harbin) Verteidigerinnen: - Jiang Na (Harbin) - Liu Zhixin (Qiqihar) - Lou Yue (Harbin) - Qi Xueting (Harbin) - Tan Anqi (Harbin) - Yu Baiwei (Harbin) - Zhang Shuang (Harbin) | Stürmerinnen: - Cui Shanshan (Harbin) - Gao Fujin (Harbin) - Huang Haijing (Harbin) - Huo Cui (Harbin) - Jin Fengling (Harbin) - Ma Rui (Harbin) - Sun Rui (Harbin) - Tang Liang (Harbin) - Wang Linuo (Harbin) - Zhang Ben (Harbin) - Zhang Mengying (Qiqihar) |

### Eiskunstlauf
| Athleten               | Kurzprogramm | Kurzprogramm | Kür    | Kür  | Punkte | Rang   |
| Athleten               | Punkte       | Rang         | Punkte | Rang | Punkte | Rang   |
| ---------------------- | ------------ | ------------ | ------ | ---- | ------ | ------ |
| Damen                  |              |              |        |      |        |        |
| Liu Yan                | 51,74        | 19.          | 91,73  | 18.  | 143,47 | 19.    |
| Paarlauf               |              |              |        |      |        |        |
| Pang Qing / Tong Jian  | 71,50        | 4.           | 141,81 | 1.   | 213,31 | Silber |
| Shen Xue / Zhao Hongbo | 76,66        | 1.           | 139,91 | 2.   | 216,57 | Gold   |
| Zhang Dan / Zhang Hao  | 71,28        | 5.           | 123,06 | 4.   | 194,34 | 5.     |

Eistanz
| Athleten                  | Pflichttanz | Pflichttanz | Originaltanz | Originaltanz | Kürtanz | Kürtanz | Punkte | Rang |
| Athleten                  | Punkte      | Rang        | Punkte       | Rang         | Punkte  | Rang    | Punkte | Rang |
| ------------------------- | ----------- | ----------- | ------------ | ------------ | ------- | ------- | ------ | ---- |
| Huang Xintong / Zheng Xun | 29,22       | 19.         | 45,03        | 20.          | 71,27   | 20.     | 145,52 | 19.  |

### Eisschnelllauf
| Männer - Gao Xuefeng 1500 m: 34. Platz - Liu Fangyi 500 m: 28. Platz - Sun Longjiang 1500 m: 35. Platz - Wang Nan 500 m: 25. Platz 1000 m: 31. Platz - Yu Fengtong 500 m: 7. Platz - Zhang Zhongqi 500 m: 10. Platz | Frauen - Fu Chunyan 3000 m: 25. Platz - Jin Peiyu 500 m: 8. Platz 1000 m: 18. Platz - Ren Hui 1000 m: 33. Platz - Wang Beixing 500 m: Bronze 1000 m: 24. Platz - Wang Fei 1500 m: 20. Platz 3000 m: 22. Platz - Xing Aihua 500 m: 13. Platz - Yu Jing 1000 m: 32. Platz - Zhang Shuang 500 m: 7. Platz |

### Freestyle-Skiing
(alle Aerials)
| Männer - Han Xiaopeng Springen: in der Qualifikation ausgeschieden - Jia Zongyang Springen: 6. Platz - Liu Zhongqing Springen: Bronze - Qi Guangpu Springen: 7. Platz | Frauen - Cheng Shuang Springen: 7. Platz - Guo Xinxin Springen: Bronze - Li Nina Springen: Silber - Xu Mengtao Springen: 6. Platz |

### Shorttrack
| Männer - Han Jialiang - Liang Wenhao - Liu Xianwei - Ma Yunfeng - Song Weilong | Frauen - Liu Qiuhong - Sun Linlin 3000 m Staffel: Gold - Wang Meng 500 m: Gold 1000 m: Gold 3000 m Staffel: Gold - Zhang Hui 3000 m Staffel: Gold - Zhao Nannan - Zhou Yang 1500 m Gold 3000 m Staffel: Gold |

### Ski Alpin
| Männer - Li Lei | Frauen - Xia Lina |

### Skilanglauf
| Männer - Li Xin - Sun Qinghai - Xu Wenlong | Frauen - Li Hongxue - Man Dandan |

### Snowboard
(alle Halfpipe)
| Männer - Shi Wancheng - Zeng Xiaoye | Frauen - Cai Xuetong - Liu Jiayu - Sun Zhifeng |